# Miconia commutata
Miconia commutata är en tvåhjärtbladig växtart som beskrevs av Frank Almeda. Miconia commutata ingår i släktet Miconia och familjen Melastomataceae. Inga underarter finns listade i Catalogue of Life.